# Pterioida
Pterioida is een orde van de tweekleppigen.

## Families
- Isognomonidae Woodring, 1925
- Malleidae Lamarck, 1819
- Pinnidae Leach, 1819
- Pteriidae Gray, 1847
- Pulvinitidae Stephenson, 1941
- Ramonalinidae Yancey, Wilson & Mione, 2009

## Uitgestorven families
- Bakevelliidae King, 1850 †
- Cassianellidae Ichikawa, 1958 †
- Kochiidae Frech, 1891 †
- Pergamidiidae Cox, 1964 †
- Plicatostylidae Lupher & Packard, 1929 †
- Vlastidae Neumayr, 1891 †